# Caryophyllia dentata
Caryophyllia dentata är en korallart som först beskrevs av Henry Nottidge Moseley 1881.  Caryophyllia dentata ingår i släktet Caryophyllia och familjen Caryophylliidae. Inga underarter finns listade i Catalogue of Life.